# Huyện Brahmanbaria
Brahmanbaria là một huyện thuộc division Chittagong, Bangladesh. Huyện này có diện tích 1927 km², dân số năm 2002 là 2365880 người, mật độ dân số là 1228 người/km².